# Pilar de la vergonya
El Pilar de la vergonya és una sèrie d'escultures de l'artista danès Jens Galschiøt que recorden la pèrdua de vides durant esdeveniments específics o causades per circumstàncies específiques de la història. Cada escultura és de 8 metres d'altura i està formada de bronze, coure o formigó.
La primera escultura es va inaugurar al Fòrum ONG de la cimera de la FAO a Roma l'any 1996. Des de llavors s'han erigit tres pilars més, a Hong Kong, Mèxic i Brasil. Un cinquè a Berlín estava previst per a la seva finalització l'any 2002, però el projecte no va arribar a bon port per causa de diversos problemes.

## Simbolisme
Segons Galschiøt, les escultures recorden a la gent un esdeveniment vergonyós que no s'ha de repetir mai. Els cossos esquinçats i retorçats de l'escultura simbolitzen la degradació, la devaluació i la falta de respecte a l'individu. El color negre simbolitza el dolor i la pèrdua i l'escultura, que representa les víctimes, expressa el dolor i la desesperació de l'esdeveniment. Pot ser utilitzat per ambdues parts en situacions de conflicte complicades, on pot ser difícil assenyalar el culpable.

## Pilar de la vergonyaa Hong Kong

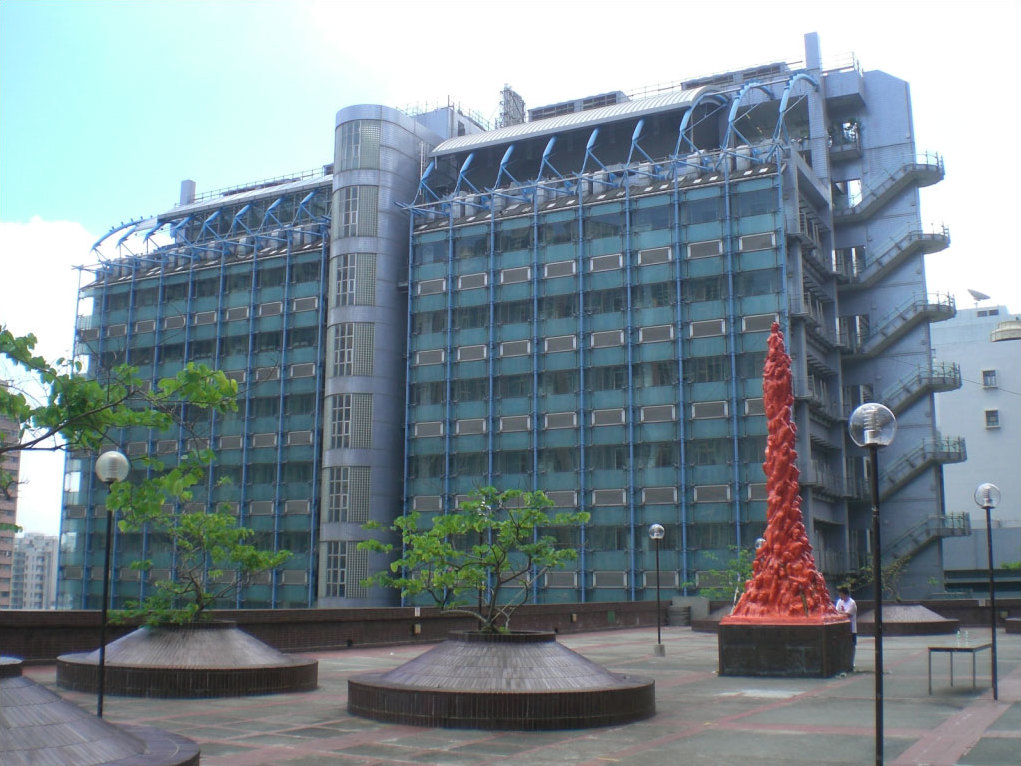
El Pilar de la vergonya al podi Haking Wong de la Universitat de Hong Kong, 2008. L'Aliança de Hong Kong en Suport dels Moviments Patriòtics Democràtics de la Xina va pintar l'escultura de color taronja en suport al projecte The Color Orange.

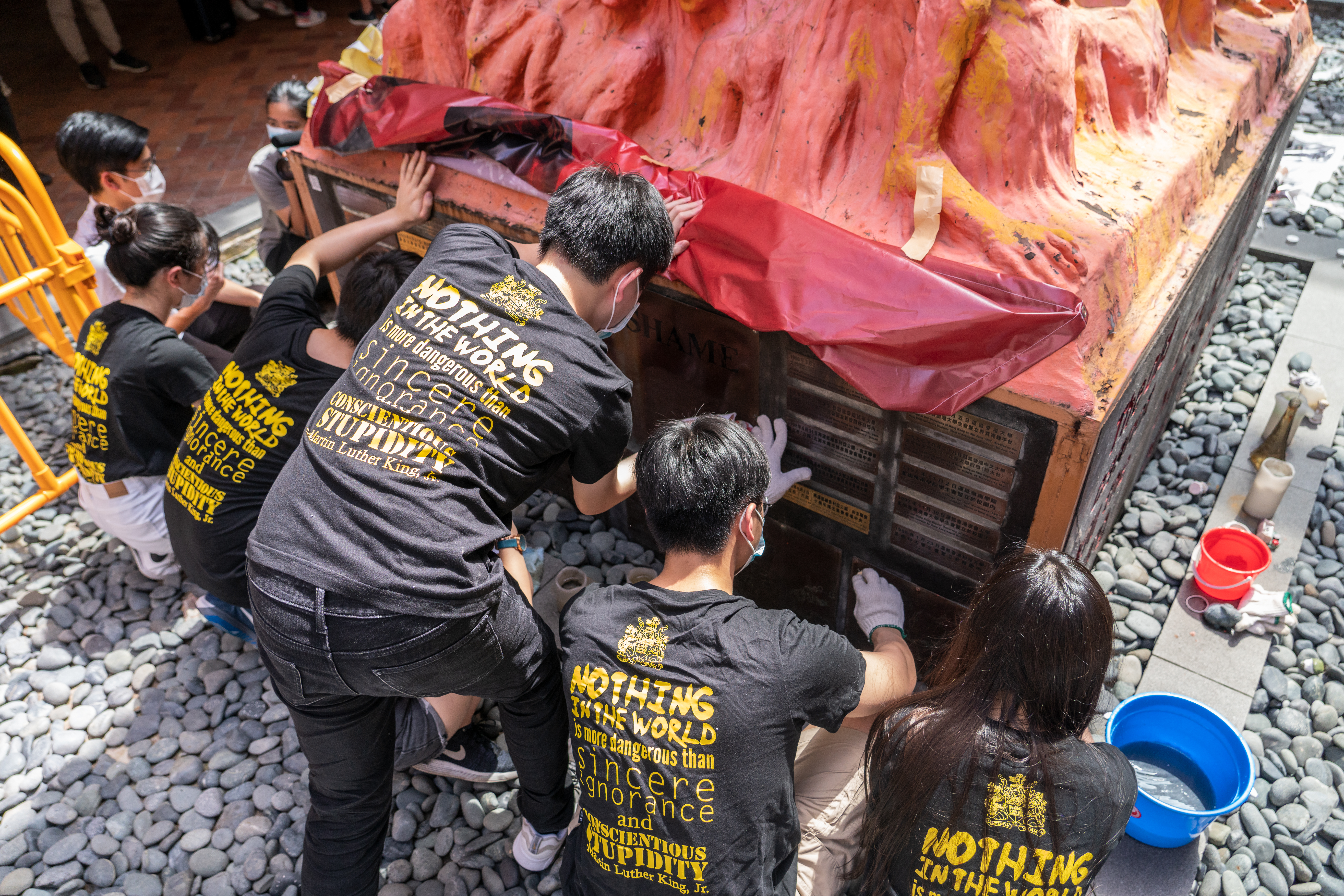
Membres del sindicat d'estudiants netejant la base de l'estàtua el 3 de juny de 2020

El Pilar de la vergonya (en xinès: 國殤之柱; Jyutping: gwok3 soeng1 zi1 cyu5; pinyin: Guóshāng zhī Zhù; lit. «el pilar dels màrtirs») de Hong Kong va ser una escultura de coure, erigida per primera vegada al Victoria Park el 1997 per commemorar el vuitè aniversari de les protestes de la plaça de Tian'anmen. L'estàtua representa 50 cossos trencats i retorçats per simbolitzar els que van morir a la repressió del govern. A la base de l'estàtua, la història i les imatges de la massacre estan esculpides i gravades a la base, tant en anglès com en xinès, les paraules «La massacre de Tian'anmen», «4 de juny de 1989» i «Els vells no poden matar els joves per sempre».
El pilar es va exposar per primera vegada el 3 de juny de 1997 a la Vetlla de les espelmes, en commemoració del vuitè aniversari de les protestes de la plaça de Tian'anmen. L'endemà, estudiants universitaris locals van lluitar per fer un lloc d'acollida permanent a l'estàtua. Després de baralles amb la policia i una forta polèmica amb la direcció de la universitat, a les 3 del matí els estudiants van aconseguir traslladar l'estàtua de 2 tones al podi de l'edifici Haking Wong de la Universitat de Hong Kong, però les peces no es van muntar a causa de la preocupació que el terra no fos prou resistent. El 16 de juny de 1997 el pilar es va tornar a erigir al mateix lloc.
Durant els mesos següents, es va exposar a les següents universitats:
- Universitat Xinesa de Hong Kong des del 28 de setembre de 1997
- Universitat Lingnan des del 2 de novembre de 1997
- Universitat Baptista de Hong Kong des del 29 de novembre de 1997
- Universitat de Ciència i Tecnologia de Hong Kong des del 23 de gener de 1998
- Universitat Politècnica de Hong Kong des de l'1 de març de 1998
- Universitat de la Ciutat de Hong Kong des del 29 de març de 1998.

El 31 de maig de 1998, en commemoració del novè aniversari de les protestes de la plaça de Tiananmen, l'escultura va ser retornada al Victoria Park on es va celebrar una vetlla amb espelmes. El matí abans de la vetlla, un artista autoproclamat va esquitxar dues galledes de pintura vermella a l'escultura, afirmant que «la sang de la gent també és la meva sang».
Els dies 24 i 25 de setembre de 1998, el Sindicat d'Estudiants de la Universitat de Hong Kong (HKUSU) va celebrar una votació general sobre una moció per, a llarg termini, acollir el Pilar de la vergonya a la Universitat de Hong Kong. La moció dels estudiants es va aprovar, quan 1.629 de 2.190 van votar-hi a favor, i el pilar es va traslladar de nou al podi Haking Wong el 3 de desembre de 1998. El 1999 es va tornar a exhibir al Victoria Park durant la vigília del desè aniversari de la massacre de Tian'anmen. Sense l'aval de les autoritats universitàries, el pilar va ser traslladat de nou al podi Haking Wong després de l'aniversari, on ha romàs exposat; l'HKUSU i l'Aliança de Hong Kong en Suport dels Moviments Patriòtics Democràtics de la Xina hi fan un homenatge silenciós al maig de cada any.
El 30 d'abril de 2008, el Pilar de la vergonya es va pintar de color taronja com a part del projecte The Color Orange, per conscienciar sobre els drets humans a la Xina. Com que a l'escultor Galschiøt se li va negar l'accés a Hong Kong, l'Aliança de Hong Kong el va pintar sense la seva participació.

### Disputa sobre la possible retirada l'octubre de 2021
L'octubre de 2021, la Universitat de Hong Kong, representada pel despatx d'advocats Mayer Brown, va sol·licitar formalment que es retirés l'estàtua, tot i que no van citar cap motiu concret per a la sol·licitud. La universitat va emetre un comunicat afirmant que l'estàtua pertanyia a «una organització externa» que havia anunciat públicament la seva dissolució —referint-se a l'Aliança de Hong Kong— i que havia escrit a l'Aliança basant-se en l'«última avaluació de riscos i assessorament legal» per sol·licitar l'eliminació. Galschiøt va dir que es va «sorprendre» en saber la notícia sobre la possible retirada i que ell, que es considerava com a propietari de l'estàtua, mai havia estat contactat per la universitat per aquell cas. Galschiøt va instar a la universitat a permetre que l'estàtua romangués, dient que ajudaria el món a recordar els manifestants pacífics que «van ser assassinats per expressar els seus desitjos de participació política». Va dir que esperava «poder transportar l'escultura fora de Hong Kong en condicions ordenades», i que qualsevol dany a l'estàtua seria responsabilitat de la universitat. El 15 d'octubre, Mayer Brown va anunciar que deixaria de representar la universitat en el tema de l'estàtua, tot i que la conservaria com a client. La mesura es va produir dies després d'una intensa pressió, inclosa una carta oberta escrita per 28 grups de la societat civil, així com per intel·lectuals estrangers.

### Demolició de l'estàtua el desembre de 2021

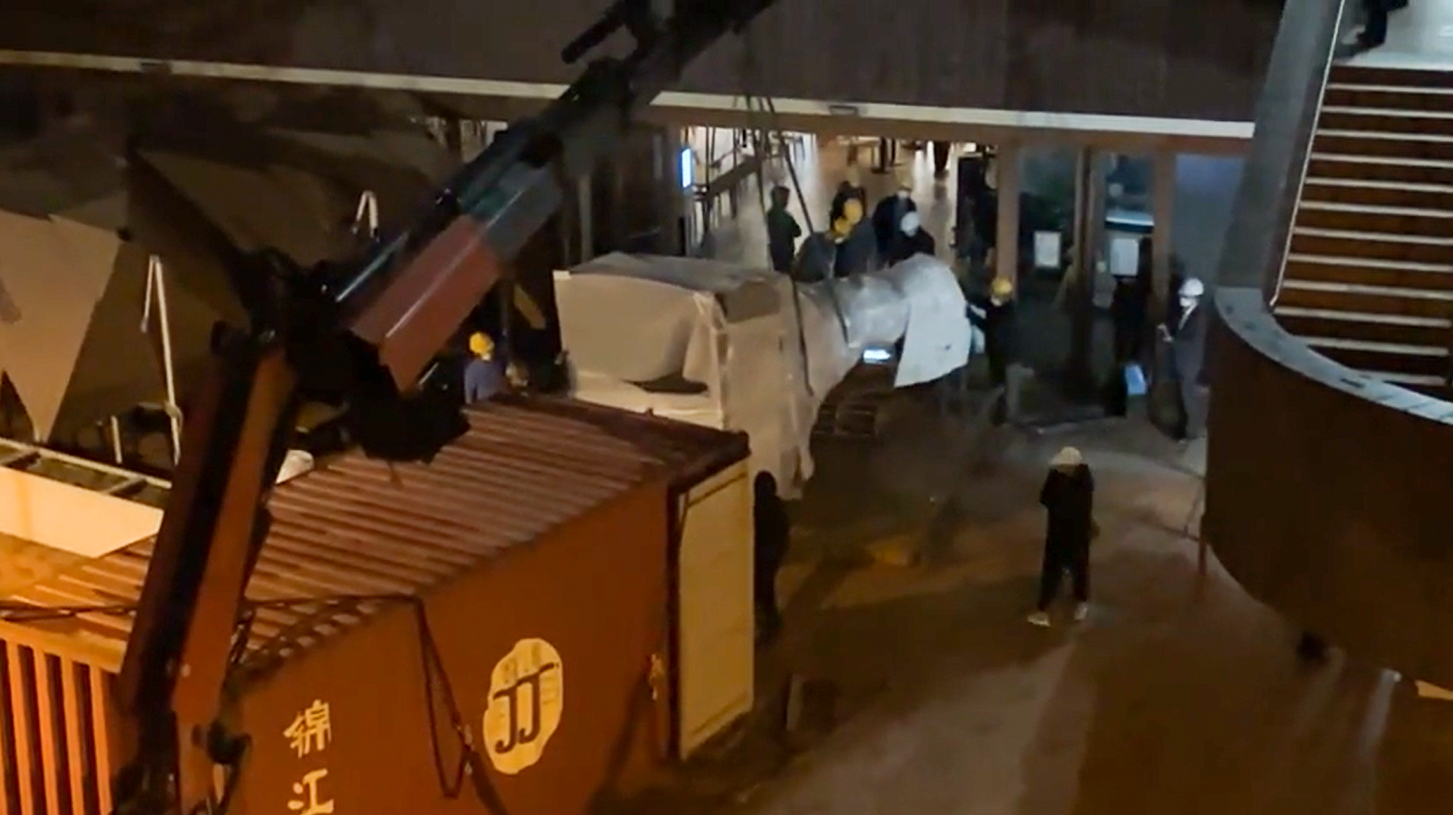
Pilar de la vergonya retirat del campus de la HKU

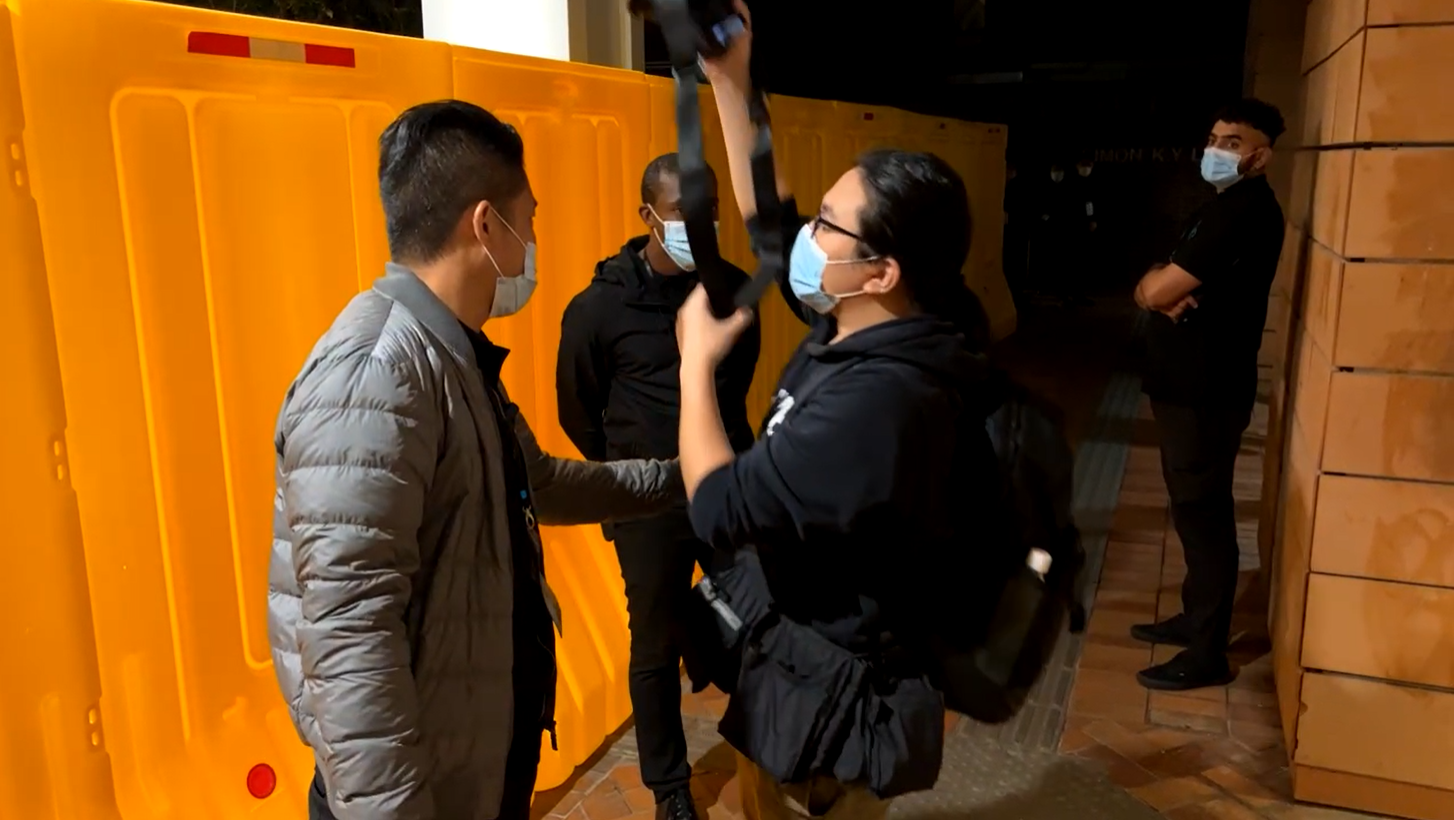
Cos de seguretat prohibint a la premsa fer fotos

Segons els mitjans de comunicació de Hong Kong, el 22 de desembre de 2021 la Universitat de Hong Kong va bloquejar el Pilar de la vergonya i els seus voltants. Cap a la mitjanit, la universitat hi va enviar guàrdies de seguretat i treballadors, va preparar camions amb grues per a la seva demolició, i els guàrdies de seguretat van impedir que els periodistes s'apropessin i, per tant, van bloquejar l'accés als mitjans de comunicació. A primera hora del matí del 23 de desembre de 2021, l'estàtua ja havia desaparegut. La universitat va declarar que l'estàtua seria emmagatzemada al Kadoorie Center. Galschiøt va expressar la seva sorpresa en un missatge públic el mateix dia, referint-se a Hong Kong com un lloc sense llei i anunciant que reclamaria una indemnització si no li retornaven. El 24 de desembre de 2021, la Universitat Xinesa de Hong Kong i la Universitat Lingnan havien seguit l'exemple pel que fa als memorials del 4 de juny als seus campus.
Després de l'eliminació, Galschiøt va rebre més de 40 consultes per fer còpies de l'estàtua. Va decidir renunciar al seu dret a l'exclusivitat comercial, perquè qualsevol pugui fer-ne una còpia, sempre que tots els beneficis es destinessin al moviment prodemocràcia de Hong Kong. El maig de 2022, es va instal·lar una rèplica a la Universitat d'Oslo, que estava previst que s'exhibís durant aproximadament un mes.

## AltresPilars de la vergonya
Altres pilars s'han aixecat als següents llocs:
- Ostiense Air Terminal, Roma, Itàlia, 1996, durant la Cimera de la FAO, que representa les morts causades a tot el món per la fam a causa de la distribució desigual dels recursos mundials.[27]
- Acteal, Chiapas, Mèxic, 1999, per marcar el lloc de la massacre de desembre de 1997 de 45 membres del grup de la societat civil Las Abejas a Acteal.[28]
- Brasília, Brasil, 2000, en homenatge a les víctimes de la massacre d'Eldorado do Carajás que va tenir lloc el 1996. Aquest va ser traslladat a Belém, la capital del Pará, l'estat federal on es va produir la massacre.[29][30]

Es va planificar un cinquè pilar a Berlín, Alemanya, en homenatge a les víctimes del règim nazi però, a causa de diversos problemes, l'artista va haver de cancel·lar el projecte.
El diumenge 11 de juliol de 2010, una muntanya de més de 16.000 sabates, cada parell representant una víctima de la massacre de Srebrenica de 1995, es va col·locar davant de la Porta de Brandenburg a Berlín. L'activista alemany Phillip Ruch va recollir les sabates per fer el particular Pilar de la vergonya de Srebrenica.

## Galeria

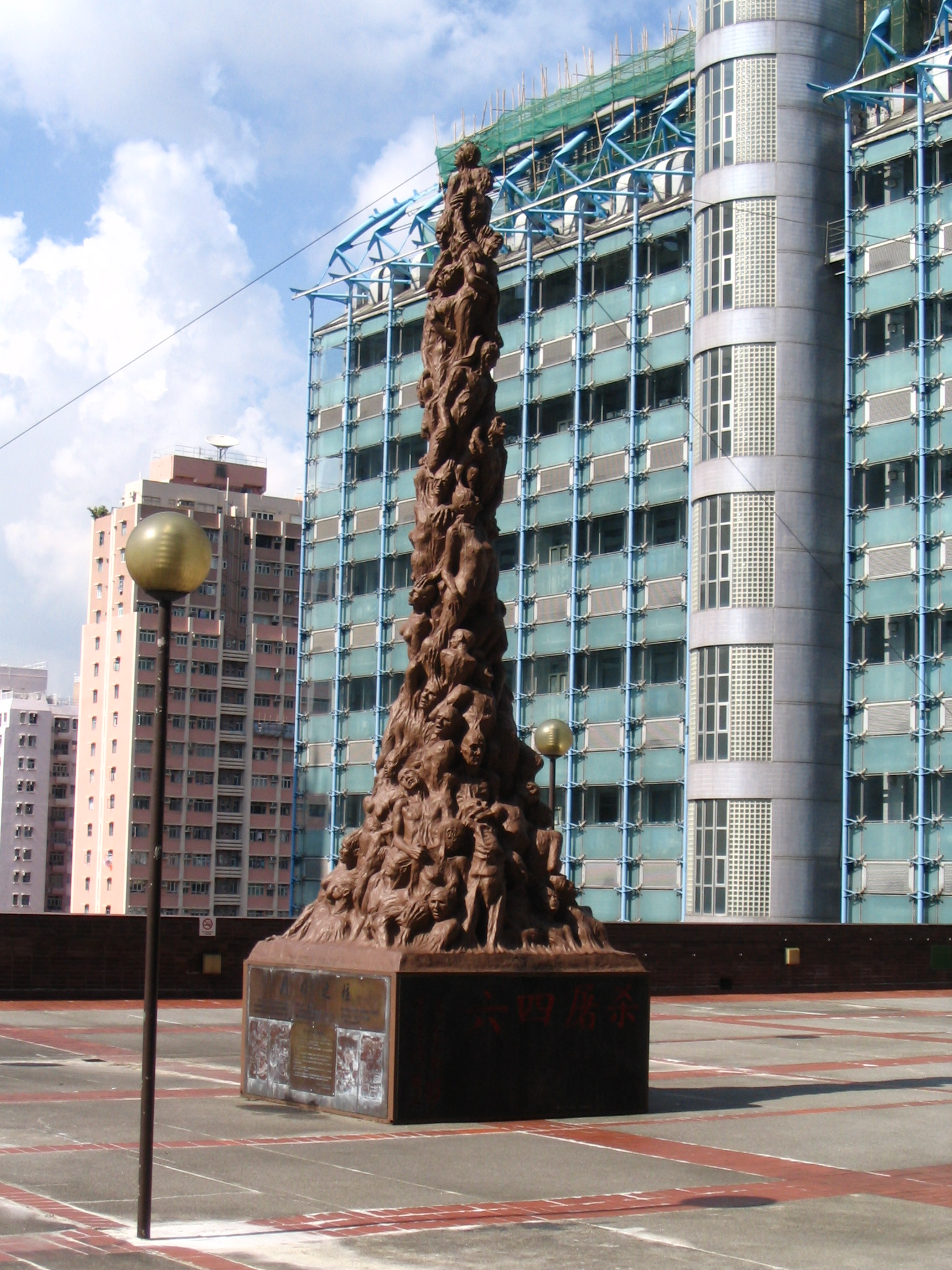
El primer Pilar de la vergonya
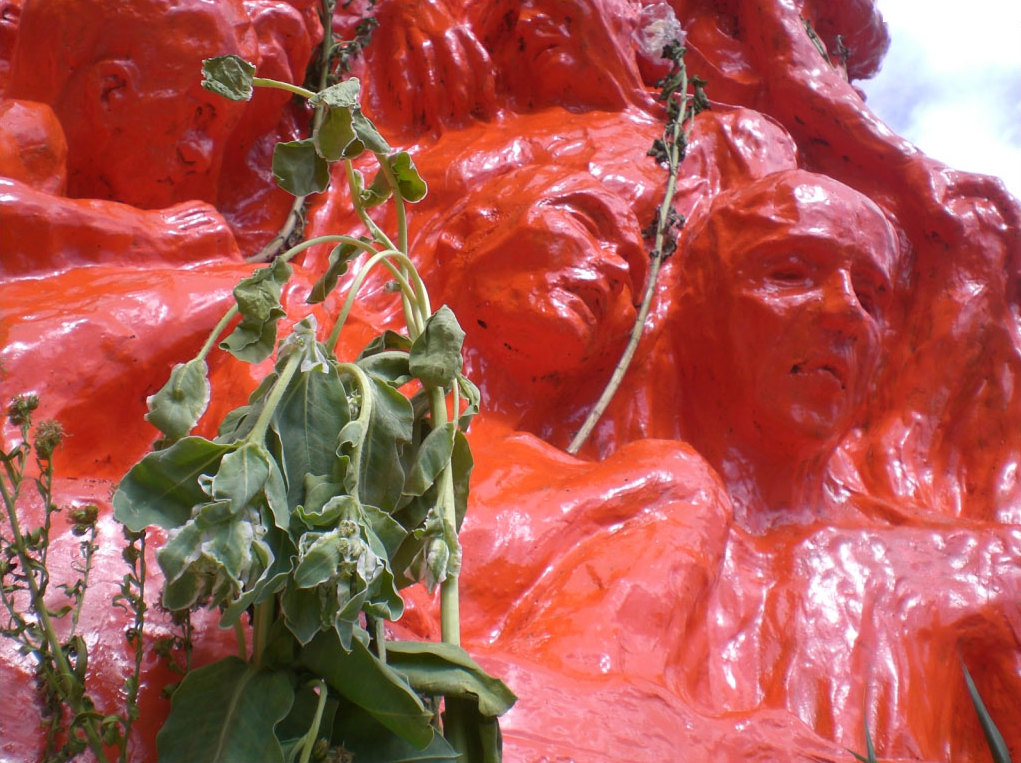
Primer pla del pilar
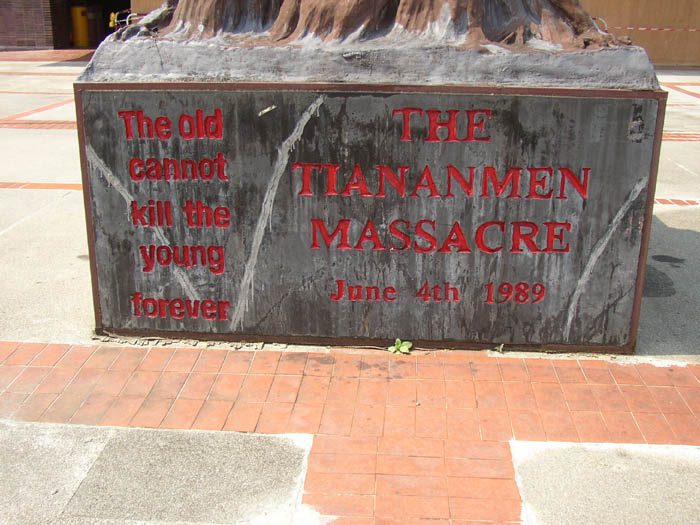
Escriptura anglesa a la base
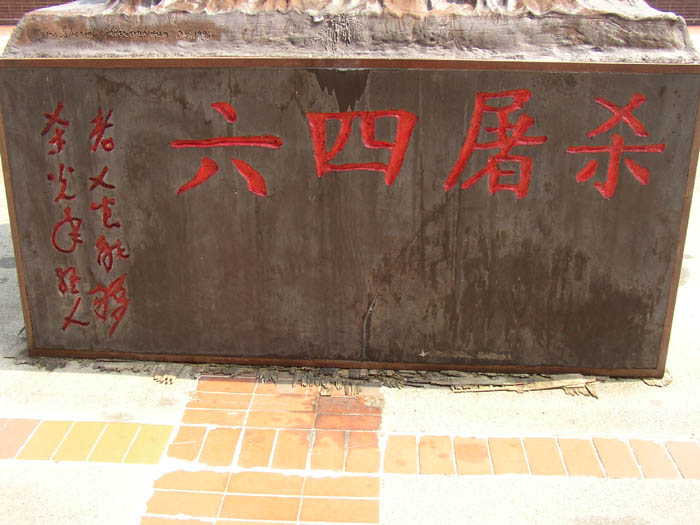
Escriptura xinesa a la base que significa «Massacre del 4 de juny»